# 131 T Est V 613 à V 666
Les 131 T Est V 613 à V 666 étaient des locomotives-tender de type Prairie de la Compagnie des chemins de fer de l'Est.

## Genèse
Dans le but d'améliorer la tenue de voie et la circulation dans les deux sens de marche à la même vitesse la Compagnie des chemins de fer de l'Est décida de la transformation en 131 T de 45 machines de type Série 8 : 031 T Est 613 à 742. Cette transformation a été effectuée entre 1905 et 1907 par les ateliers de la Compagnie des chemins de fer de l'Est à Épernay. Elles prendront les numéros : V 613 à B 666 avec le V signifiant « Vincennes ».

## Description
Les travaux de transformations portent sur l'allongement du châssis de 1,12 m avec l'ajout d'un bissel avant. L'essieu porteur arrière est remplacé par un bissel identique à celui de l'avant. Ces bissels avaient un déplacement latéral de + ou - 115 mm. La soute à combustible voit sa capacité augmentée, grâce à la chauffe au coke, passant de 2,2 m3 à 4 m3. De fait les soutes à eaux se voient avancées mais sans en augmenter la capacité.

## Utilisation et Services
Elles firent preuve d'un bon service de banlieue en étant basées aux dépôts de Paris-la Villette et de Nogent-Vincennes.
Lors de la création de la SNCF, au 1er janvier 1938, il restait 14 machines qui furent immatriculées :  1-131 TA entre 613 et 637 et entre 647 et 666.
Mais comme la série d'origine, les 031 T Est 613 à 742 et les 230 T Est B 684 à B 733, elles aussi issues de la même série, elles furent mutées, dès 1946 au sortir de la Seconde Guerre mondiale, vers les dépôts de Nancy, Épinal, Saint-Dizier et Châlons-sur-Marne pour y assurer un service de trains secondaires jusqu'à la fin de leur carrière qui intervient dans les années 50.

## Caractéristiques
- Pression de la chaudière : 10 bar (1 MPa)
- Surface de grille : 1,82 m2
- Surface de chauffe : 108,6 m2
- Diamètre et course des cylindres : 460 & 600 mm
- Diamètre des roues du bissel avant : 850 mm
- Diamètre des roues motrices : 1 560 mm
- Diamètre des roues du bissel arrière : 850 mm
- Capacité des soutes à eau : 5,2 m3
- Capacité de la soute à charbon : 3 t
- Masse à vide : 53,3 t
- Masse en ordre de marche : 66,1 t
- Masse adhérente : 42,3 t
- Longueur hors tout : 11,89 m
- Vitesse maxi en service : 90 km/h